# Rouge-Perriers
Rouge-Perriers es una localidad y comuna francesa situada en la región de Alta Normandía, departamento de Eure, en el distrito de Bernay y cantón de Beaumont-le-Roger.

## Demografía
| 202 | 189 | 198 | 200 | 210 | 230 |
| Para los censos de 1962 a 1999 la población legal corresponde a la población sin duplicidades (Fuente: INSEE [Consultar]) |     |     |     |     |     |